# Egyek
Egyek – miasto na Węgrzech, w komitacie Hajdú-Bihar, w powiecie Balmazújváros, na Wielkiej Nizinie Węgierskiej.